# Siegfried Nowak
Siegfried Nowak (* 17. April 1930 in Wählitz; † 7. September 2013) war ein deutscher Chemiker. Er war von 1974 bis 1987 Direktor des Zentralinstituts für organische Chemie der Akademie der Wissenschaften der DDR. Von 1987 bis 1990 leitete er den Forschungsbereich Chemie der Akademie, deren Vizepräsident er von 1990 bis 1992 war.

## Leben
Siegfried Nowak wurde 1930 in Wählitz/ Hohenmölsen geboren und promovierte nach einem Chemiestudium an der Lomonossow-Universität in Moskau im Jahr 1959 an der Universität Leipzig. Ab 1967 war er Bereichsleiter und ab 1970 Bereichsdirektor am Leipziger Institut für Verfahrenstechnik der organischen Chemie der Deutschen Akademie der Wissenschaften zu Berlin, der späteren Akademie der Wissenschaften der DDR (AdW). 1971 wurde er von der Akademie zum Professor ernannt und ein Jahr später ebenfalls an der Akademie habilitiert. Von 1972 bis 1974 wirkte er als stellvertretender Direktor und anschließend bis 1987 als Direktor des Zentralinstituts für organische Chemie der AdW in Berlin-Adlershof.
Ab 1987 leitete er innerhalb der Akademie den Forschungsbereich Chemie, von 1990 bis zur Abwicklung der Akademie war er deren Vizepräsident und Vorsitzender der AdW-Forschungsgemeinschaft. Darüber wurde er im Juli 1990 Direktor des ebenfalls in Adlershof ansässigen AdW-Instituts für chemische Technologie. Nach der Einstellung dieses Instituts gründete er das privatwirtschaftliche Forschungsinstitut für Technische Chemie und Umweltschutz in Berlin, das er bis zum Erreichen des Rentenalters im Jahr 1995 leitete.
Siegfried Nowak war ab 1973 korrespondierendes und ab 1978 ordentliches Mitglied der Akademie der Wissenschaften der DDR. Darüber hinaus gehört er seit 1988 der Russischen Akademie der Wissenschaften an. Im Jahr 1986 wurde er mit dem Nationalpreis der DDR II. Klasse für Wissenschaft und Technik ausgezeichnet. 1989 verlieh ihm die Universität Leipzig die Ehrendoktorwürde. Schwerpunkte seiner Forschungsaktivitäten waren die Petrochemie, vor allem die Pyrolyse von Kohlenwasserstoffen, sowie die heterogene Katalyse.
Siegfried Nowak starb 2013 nach langer Krankheit.

## Werke (Auswahl)
- Zur spaltenden Dehydrierung von Fischer-Tropsch-Produkten in einer kleintechnischen Wanderbett-Spaltanlage. Sitzungsberichte der Deutschen Akademie der Wissenschaften zu Berlin. Akademie-Verlag, Berlin 1960
- Pyrolyse von Kohlenwasserstoffen. Sitzungsberichte der Deutschen Akademie der Wissenschaften zu Berlin. Akademie-Verlag, Berlin 1980
- Entwicklungstendenzen und Probleme der Carbochemie in der DDR. Urania, Berlin 1985